# Comstock Lode

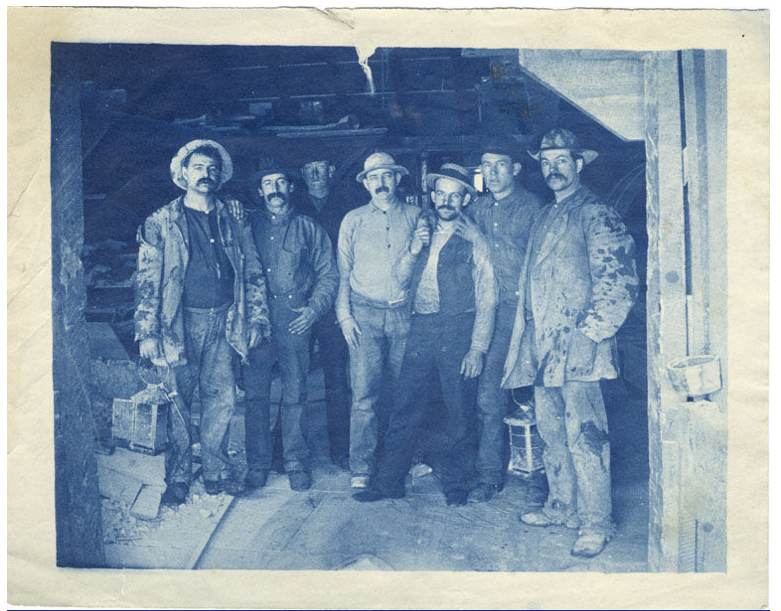
Bergarbeiter, ca. 1880

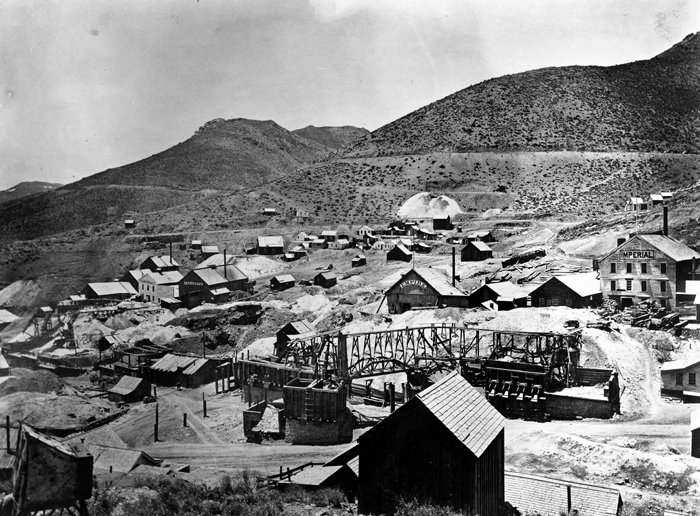
Ca. 1870

Die Comstock Lode ist eine Erzlagerstätte in Virginia City, Nevada, USA. Sie enthielt einen großen Silberanteil und Spuren von Gold. Im Jahr 1859 wurde sie unter dem Ortsgebiet von Virginia City gefunden. Ihre Entdeckung löste einen Silberrausch in Nevada aus.
Der Gang wurde von mehreren Bergwerken ausgebeutet, darunter „Gould & Curry“, in der bis zu 675 Bergleute im Dreischichtbetrieb arbeiteten, „Ophir“, „Mexican“ und anderen.
Mark Twain gibt in seinem Buch „Durch dick und dünn“  eine lebhafte Beschreibung von Virginia City zu Beginn und während des Silberrausches und der Verhältnisse bei der Suche nach Erzlagerstätten, deren Registrierung (durch „Claims“) und ihrer Ausbeutung bis zur Anreicherung.
In den Jahren 1860 bis 1880 wurden rund 6,3 Millionen Tonnen Silber- und Golderz abgebaut.
Der gewaltigen Erzlagerstätte, die inzwischen abgebaut ist, verdankt Nevada seinen Beinamen Silver State (Silberstaat).